# Dorfkirche Spielberg

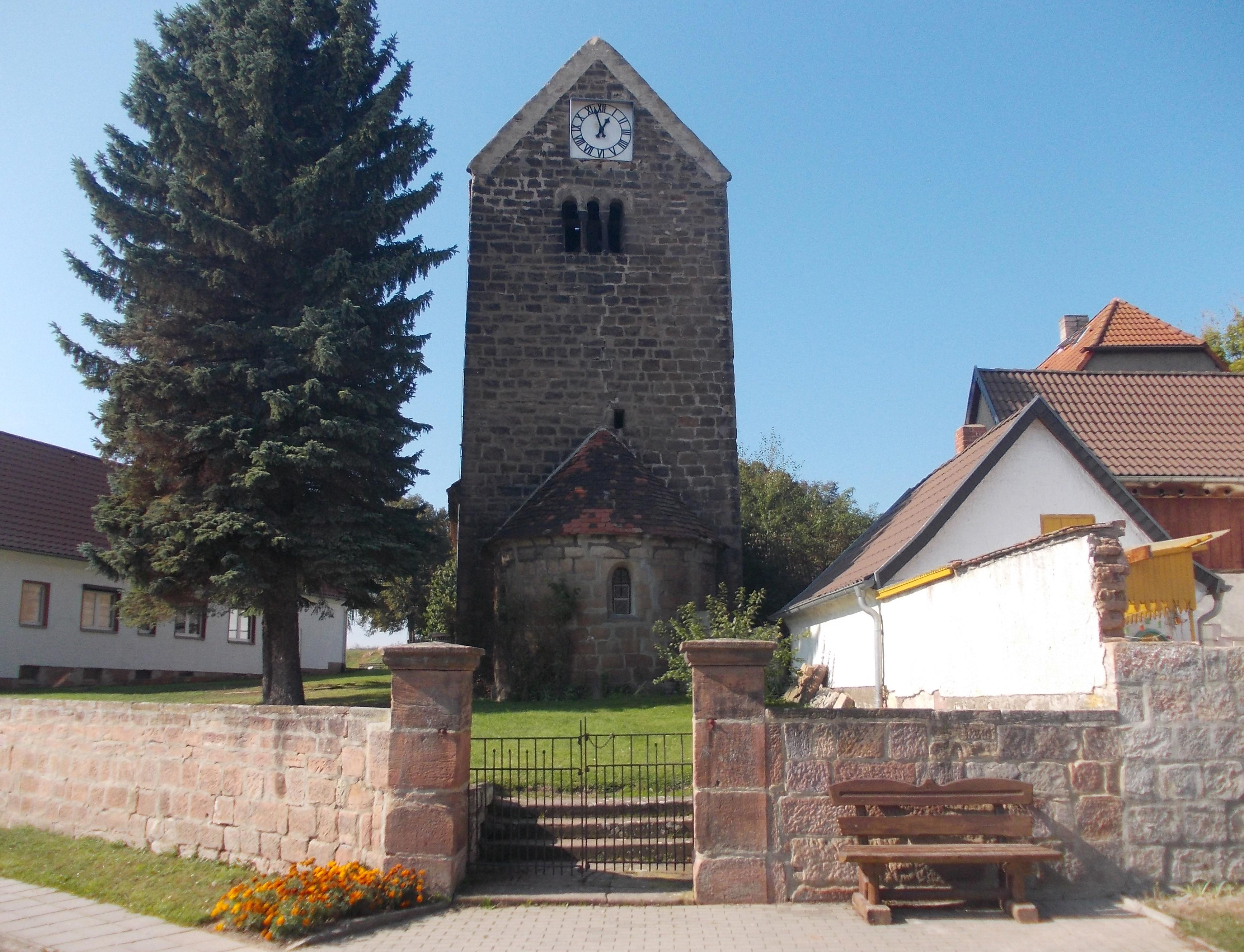
Dorfkirche von Spielberg

Die Dorfkirche von Spielberg ist eine denkmalgeschützte Kirche im Ortsteil Spielberg unter der Adresse Friedhofsstraße 2 der Ortschaft Grockstädt der Stadt Querfurt in Sachsen-Anhalt. Im örtlichen Denkmalverzeichnis ist sie unter der Erfassungsnummer 094 05927 als Baudenkmal verzeichnet.

## Geschichte und Architektur
Der Chorturm der für die Region typischen Chorturmkirche ist romanisch geprägt, das Kirchenschiff barock. Das Mauerwerk des Langhauses ist ein anderes als das des Chorturmes – das Kirchenschiff wurde einschriftlich 1712 erbaut. Das Patrozinium ist unbekannt. Die Kirche war wohl nie Pfarrkirche, sondern stets Filialkirche. Der Turm ist mit dreifach gekuppelten rundbogigen Schallöffnungen und einem Satteldach versehen, an der Apsis sind noch die originalen Rundbogenfenster erhalten. 1830 wurde die Innenausstattung erneuert, 2015 wurde schließlich das Dach überholt.

## Ausstattung
Innen sind an den Kämpfern des Apsisbogens primitive Köpfe angebracht, die Kämpfer des im 18. Jahrhundert vermutlich höhergesetzten Triumphbogens sind mit Kehle und Wulst profiliert. Das hölzerne Tonnengewölbe im Turmraum ist mit aufgelegten Rippen versehen und stammt aus dem 18. Jahrhundert. Aus der gleichen Zeit stammt auch das Schiff mit hölzernem Tonnengewölbe und weit vorgezogener hufeisenförmiger Orgelempore, mit einem kurzen zweiten Emporenpaar im Norden und im Süden.
Ein Kollektenbrett ist inschriftlich auf 1699 datiert. Über dem Apsisbogen ist ein Spruchband aufgemalt, der Altar ist ein schlichter Steintisch, der in der Apsis steht. Im Chorraum und der Apsis sind mehrere Sakramentsnischen in. die Wände eingelassen.

## Orgel
Die heutige Orgel wurde 1790 durch Christoph Mocker aus Roßleben fertiggestellt. Das mechanische Instrument besitzt ein Manual und Pedal, acht Register mit mechanischen Trakturen. Die Orgel ist nicht spielbar.

## Glocken
Die Kirche besitzt zwei Glocken, die in einem dreigefachigen Glockenstuhl aus Holz quer zur Richtung des Kirchenschiffes schwingen. Die größere Glocke wurde 1486 gegossen, vermutlich durch Claus Riman aus Naumburg, die kleinere 1767 durch Johann Georg Ulrich. Eine dritte Glocke ging in den Weltkriegen verloren. Die Disposition des Geläutes ist g′ – a′.